# Fridtjof Resberg
Fridtjof Resberg (12 novembre 1895 – 21 ottobre 1983) è stato un calciatore norvegese, di ruolo attaccante.

## Carriera

### Club
Resberg giocò con la maglia del Lyn Oslo.

### Nazionale
Conta 2 presenze e una rete per la Norvegia. Il 19 giugno 1921, infatti, esordì e andò a segno nella vittoria per 3-1 contro la Svezia.